# نایب الملک
نایب‌الملک مقامی از نوع انتصاب سلطنتی است که یک کشور، مستعمره، شهر، استان، یا واحد تقسیمات کشوری را، به نام و به‌عنوان نماینده پادشاه آن قلمرو اداره می‌کند. این اصطلاح گاهی به فرمانداران کل قلمروهای مشترک‌المنافع، که نمایندگان نایب‌الملک پادشاه بودند گفته شده‌است.